# Niccolò Manucci
Niccolò Manucci (Venezia, 19 aprile 1638 – ca. 1720) è stato un avventuriero e medico italiano.
Partito da Venezia nel 1653, entrò al servizio di un nobile inglese, Henry Bard, I visconte di Bellomont (1616-1656), diretto a Isfahan in missione diplomatica per conto del re d'Inghilterra Carlo II Stuart.
Giunto in India nel 1656 svolge varie mansioni presso la corte Moghul. Inizialmente assoldato come artigliere, in seguito viene ingaggiato come medico; svolge poi incarichi diplomatici per conto dei portoghesi di Goa, ma anche per conto degli inglesi (East Indian Company) e dei francesi (Compagnie des Indes orientales). Gli ultimi anni della sua vita li passa tra Madras e Pondichéry. È a questo periodo che risale la stesura della Storia do Mogor, resoconto dei suoi viaggi e dettagliata descrizione dell'Impero Moghul di fine Seicento.

## Biografia
Niccolò (o Nicolò) Manucci nasce a Venezia il 19 aprile 1638, da Pasqualino Manucci, di professione «pestaspecie», e Rosa Bellini; è il primo di sei figli (Andrea, Giorgio, Franceschina, Angela e Pierina).
Nel settembre 1653, appena quindicenne, si imbarca su di una nave in partenza dal porto di Venezia, tra i passeggeri vi è anche Henry Bard, visconte di Bellomont, che prende il giovane Nicolò al suo servizio come valletto.
Che Manucci abbia effettivamente viaggiato al seguito di lord Bellomont è stato messo in dubbio dallo studioso italiano Piero Falchetta, egli fa notare che Manucci non menziona mai il fatto piuttosto evidente che lord Bellomont era privo del braccio sinistro, perso durante la guerra civile inglese.
Nel febbraio del 1654, dopo diversi mesi di navigazione, la nave giunge finalmente sulle coste della Turchia, e i due sbarcano nel porto di Smirne. Al seguito di Lord Bellomont Manucci attraversa tutta l'Anatolia per raggiungere la Persia, meta della missione diplomatica del suo protettore. Arriva a Isfahan, capitale dell'Impero persiano e residenza reale, probabilmente nell'ottobre del 1654 e vi resta per circa un anno: lo scopo di Lord Bellomont è ottenere un'udienza presso l'imperatore Shah Abbas II. Carlo II d'Inghilterra sperava infatti che lo scià di Persia gli fornisse l'aiuto economico necessario per sconfiggere Cromwell e i rivoluzionari inglesi. Le trattative però non vanno a buon fine e Lord Bellomont, con Niccolò al seguito, si rimette in viaggio.
Si dirigono verso Bandar Abbas, città portuale del Golfo persico, e da lì raggiungono il porto di Hormuz dove ottengono il permesso di imbarcarsi su di una nave della Compagnia Inglese delle indie Orientali diretta a Surat. Nel gennaio 1656 arrivano a Surat, "il maggior porto dell'India Orientale e il più frequentato dagli europei."
A Surat Manucci rimane due mesi e mezzo, il tempo necessario per preparare il viaggio di Lord Bellomont a Delhi, sede della corte dell'imperatore moghul Shah Jahan. Verso metà marzo si mettono in viaggio e, dopo numerose tappe, giungono ad Agra dove sono ospiti di mercanti inglesi del luogo. Ad Agra il caldo è asfissiante e decidono di lasciare la città. Il 17 giugno si rimettono in viaggio, ma a soli tre giorni di distanza (20 giugno 1656) Lord Bellomont muore improvvisamente, probabilmente proprio a causa delle elevate temperature. Manucci si ritrova solo, senza più il suo protettore, in un paese straniero, privato di ogni suo bene, impossibilitato a proseguire nel suo viaggio.
In seguito ad uno spiacevole incontro con due artiglieri inglesi impiegati nell'esercito dell'imperatore Shah Jahan si trova costretto a seguirli a Delhi. Arrivato in città si reca dal segretario del re, Wazir Khan, per informarlo dell'accaduto e porgergli le proprie rimostranze. Wazir Khan resta così colpito dal giovane Nicolò che gli procura un'udienza con l'imperatore.
Manucci decide di stabilirsi per il momento a Delhi e trova ospitalità presso Claude Maillé, avventuriero francese, fonditore nell'esercito del principe Dara Shikoh (primogenito dell'imperatore Shah Jahan). Grazie a questa sua nuova amicizia ottiene un colloquio con il principe Dara Shikoh; anche questi resta colpito dal giovane italiano che, seppur appena giunto in India, è perfettamente a suo agio con il complesso cerimoniale di corte e possiede una capacità linguistica tale da permettergli di esprimersi in turco, in persiano e in francese. Dara Shikoh gli offre di entrare nel suo esercito: Manucci si arruola come artigliere.
A Delhi Manucci frequenta prevalentemente europei, "specie i chirurghi e gli artiglieri", che insieme ai mercanti e ai missionari rappresentano le principali categorie di occidentali presenti nell'India del Seicento.
Nel 1658 scoppia una guerra fratricida tra Aurangzeb e Dara per la successione al trono Moghul. Nell'aprile 1659 Dara è definitivamente sconfitto nella battaglia di Deorai, e tenta di fuggire in Perisia, ma viene catturato e condotto a Delhi dove trova la morte: la notte del 30 agosto 1659 viene assassinato da alcuni schiavi al servizio di Aurangzeb. Manucci si ritrova nuovamente solo e senza protezione: rifiuta l'amnistia concessa da Aurangzeb a tutti gli europei che militavano nell'esercito sconfitto, a patto che essi si arruolassero nelle sue file, e si mette in viaggio per il Kashmir, al seguito della carovana imperiale.
Della vita che conduce tra il 1659 (dopo la morte di Dara Shikoh) e il 1662 Niccolò non racconta molto, solo avvenimenti di poco conto. Tra questi però ve ne è uno di particolare interesse: racconta di essere riuscito a guarire un familiare dell'ambasciatore del re di Balkh in missione diplomatica a Delhi. Pur non essendo medico la cura che somministra al suo paziente, una modifica nella dieta e un «estratto tonico di corallo», si rivela vincente e nel giro di cinque giorni l'afgano si ristabilisce completamente. Il successo riportato lo convince a percorre questa nuova carriera e, tramite i familiari veneziani con i è rimasto in contatto, si procura dei libri di medicina.
All'inizio del 1663 lascia Delhi per recarsi in Bengala. Prima però fa sosta ad Agra per qualche tempo, trova ospitalità presso il Collegio dei Padri Gesuiti. Da Agra raggiunge Allhabad; da lì prosegue per Varanasi e Patna. Da Patna continua il suo viaggio via acqua, discende il Gange e nel giro di pochi giorni approda a Rajmahal. Qui non sosta a lungo: vuole raggiungere velocemente Dacca, la capitale del Bengala. Lasciata Dacca, dopo più di un mese di faticoso attraversamento delle foreste di mangrovie, arriva nella città di Hooghly. Durante la sua permanenza intercede per conto dei padri gesuiti presso il governatore della città. Grazie alle sue abilità diplomatiche i gesuiti ottengono il permesso di costruire una chiesa in muratura; colpiti dalle sue capacità decidono di offrirgli l'incarico di loro portavoce presso il Mogol, oltre ad un matrimonio vantaggioso.
Manucci rifiuta l'offerta e decide di rimettersi in cammino verso le regioni centrali dell'impero: desidera finalmente praticare la medicina, il cui studio non aveva mai abbandonato in questi anni.
Verso la fine del 1663 fa ritorno a Delhi, in quel periodo inizia a frequentare assiduamente la casa del ràjah Jai Singh, conosciuto quando era artigliere nell'esercito di Dara. Jai Singh, che nel frattempo è stato messo da Aurangzeb a capo di un'armata di 15.000 uomini scelti, offre a Niccolò il ruolo di comandante nella sua artiglieria.
È scoppiata una nuova guerra: Aurangzeb vuole espandere i confini dell'impero Moghul verso sud e in particolare vuole assumere il controllo del Deccan. Il suo progetto espansionistico incontra però la resistenza di Shivaji Bhonsle, a capo della fazione induista.
Nel 1664 Manucci, arruolato nell'esercito imperiale come capo artigliere, ricopre anche incarichi diplomatici: grazie alle sue capacità convince tre ràjah alleati di Shivaji a collaborare con le truppe dell'imperatore.
Nel dicembre del 1665 lascia l'esercito moghul. La sua prossima meta è la città di Goa, importante colonia portoghese, che raggiunge nel maggio del 1666 e dove si trattiene fino al luglio 1667. Il suo soggiorno tra i portoghesi non è dei più felici: li considera, nei modi e nei costumi, peggiori dei “maomettani".
Nel luglio 1667 si mette in viaggio verso Delhi e nell'ottobre dello stesso anno raggiunge la sua meta.
Giunto a Delhi si reca del giovane figlio di Jai Singh, Kirat Singh, che lo invita a vivere nella sua dimora e a condurre una vita nell'agio.
Tra la fine del 1668 e l'inizio del 1669 si trasferisce a Lahore, dove si dedica alla professione di medico per sette anni, riscuotendo successo e accumulando così una discreta fortuna.
Nel 1676, Manucci vive in India da ormai vent'anni, la maggior parte dei quali trascorsi tra i "maomettani". Decide di lasciare Lahore e di trasferirsi a Bandora, un villaggio a poche miglia a sud-est di Goa, abitato da numerosi mercanti europei e amministrato dai padri gesuiti. Qui investe le fortune accumulate in un'attività mercantile, che si rivela però un fallimento. Senza un soldo, Manucci fa ritorno alla corte del Mogol "per tentare un'altra volta di far fortuna".
Nel 1678 è nuovamente a Delhi. Appena giunto in città la sua fama è tale che il maestro di cerimonia del principe Shah Alam (secondo figlio maschio di Aurangzeb) lo fa chiamare per curare la propria moglie gravemente malata. L'intervento di Niccolò si rivela propizio e viene assunto come medico di corte. Entra a servizio di Shah Alam in qualità di suo medico personale, oltre che della salute del principe si occupa anche di quella dei suoi famigliari e dell'harem.
Nel 1679, al seguito del principe Shah Alam, si dirige verso Aurangabad. Shivaji nel giugno 1674 era riuscito a farsi riconoscere legittimo sovrano dei maratha e le sue azioni si stavano facendo sempre più intraprendenti. Aurangzeb, per porre fine alle mire espansionistiche di Shivaji nei territori Moghul, invia ad Aurangabad un grosso esercito guidato da Shah Alam. Nei primi mesi del 1679, mentre si trova ad Aurangabad, Niccolò riceve la visita di un suo compatriota, il medico veneziano Angelo Legrenzi. Sia Niccolò che Legrenzi scriveranno di questo incontro: per quasi un anno Legrenzi è ospite di Niccolò, prima ad Aurangabad e poi a Delhi.
Nel luglio 1679 Shah Alam viene richiamato a Delhi dal padre. Angelo Legrenzi ricorda nel suo libro che il principe, con tutto il suo seguito, partì da Aurangabad il 25 luglio e dopo circa un mese (inizio settembre) giunsero a Delhi.
La vita al seguito del principe, sempre sui campi di battaglia, fiacca molto Manucci che nel 1683 ottiene il permesso di recarsi a Surat. Qui, con l'aiuto di François Martin, delegato della Compagnia francese delle Indie orientali, approfitta di un passaggio per l'enclave portoghese di Goa.
Goa era minacciata dall'esercito di Sambhaji, figlio di Shivaji (nel frattempo morto): ancora una volta Manucci mette alla prova la propria abilità diplomatica e diviene inviato ufficiale e primo negoziatore del viceré portoghese Francisco de Távora, I conte di Alvor, sia con Sambhaji che con Shah Alam. Con il suo operato riesce a salvare Goa e, il 29 gennaio 1684, riceve l'onorificenza dell'Ordine di Santiago.
Risoltasi positivamente questa vicenda, è costretto suo malgrado a fare ritorno alla corte di Shah Alam. Ora la sua condizione è leggermente diversa e diviene una sorta di "prigioniero": pur godendo dell'affetto del principe, per evitare che Manucci tenti nuovamente la fuga, Shah Alam ordina che gli vengano poste due persone di guardia.
Niccolò Manucci resterà a servizio del principe Shah Alam fino all'estate del 1685 quando, con l'aiuto di Muhammed Ibrahim, generale dell'esercito di Golconda, riesce a recarsi ad Hyderabad, capitale del sultanato di Golconda e quindi al di fuori dei territori direttamente controllati dell'impero Moghul.
Nella primavera del 1686 Manucci giunge nell'enclave inglese di Madras (Fort Saint George). Non si trattiene a lungo, ha fretta di raggiungere Pondicherry, insediamento costiero francese non molto distante da Madras, per rivedere l'amico François Martin. Il desiderio di Niccolò di fare ritorno in Europa è ancora vivo e mette a conoscenza Martin delle sue intenzioni. Questi però lo dissuade dal suo intento e gli prospetta una diversa possibilità: contrarre matrimonio in India.
Manucci fa ritorno a Madras e il 28 ottobre 1686 si sposa con Elizabeth Hartley, vedova cattolica, con la quale si stabilisce a Madras. Niccolò continua a dedicarsi alla pratica medica.
Tra il 1697 e il 1698 i coniugi Manucci decidono di lasciare Madras per trasferirsi nella vicina Mylapore. Nel 1697 Manucci aveva acquistato un terreno sulle pendici del vicino St. Thomas Mount, o Monte Grande, e vi aveva fatto edificare una grande casa dotata, tra le altre cose, di due giardini, uno dei quali dedicato alle erbe medicinali.
Nel maggio 1699 Niccolò riceve la visita di un altro italiano, il padre carmelitano Francesco Maria di San Siro, al secolo Antonio Gorla (1658-1736), che tra il 1692 e il 1701 intraprese un lungo viaggio attraverso tutto l'Oriente. Francesco Maria di San Siro lasciò un meticoloso resoconto di questo viaggio e racconta anche di questo incontro. È da questi che apprendiamo che Niccolò stava componendo "una Historia del Gran Mogol divisa in tre tomi". È molto probabile che Manucci inizi la stesura della sua opera quando si ritira a vivere a Monte Grande, cioè intorno al 1698-1699.
Nel febbraio 1701 affida il manoscritto delle prime tre parti dell'opera insieme ad alcune miniature (raccolte nel cosiddetto "Libro Rosso") ad Andrè Boureau-Deslandes, in partenza per Parigi, con l'incarico di farlo pubblicare in Francia. Giunto in Francia Deslandes deve subito ripartire e affida il manoscritto al padre gesuita François Catrou. Catrou decide di pubblicare a proprio nome lo scritto di Manucci, manipola il testo originale, e nel 1705 il primo volume della Histoire generale de l'empire du Mogol depuis sa fondation. Sur les Mémoires Portugais de M. Manouchi, Vénitien viene dato alla stampe, riscuotendo grande successo in Europa: numerose sono le edizioni successive.
Nel 1702 Manucci contribuisce a liberare Madras dall’assedio dell'esercito del Gran Mogòl.
Nel 1705, per porre rimedio alla pubblicazione fraudolenta di Catrou, Manucci affida al padre cappuccino Eusebio di Bourges un grosso plico contenente le prime tre parti della Storia (cioè la bozza del manoscritto già inviato nel 1701), più una quarta parte e una nuova raccolta di miniature. Il tutto andava fatto pervenire poi al senato veneziano. Il plico giunge integro a Venezia nel luglio 1706.
Il dicembre 1706 è segnato da due importanti lutti: muoiono sia la moglie Elizabeth che l'amico François Martin, governatore di Pondichéry.
Manucci decide di trasferirsi a Pondichéry e nel 1709 acquista una casa nell'insediamento francese, vi è un atto notarile datato 23 luglio 1709 che lo testimonia.
Nei primi mesi del 1710 giunge a Pondichéry il nipote Antonio, figlio del fratello Andrea. Non rimane a lungo ospite dello zio: si imbarca quasi immediatamente per il Bengala. Di lui si perdono le tracce.
Il 20 febbraio 1711 Niccolò consegna a don Girolamo Buzzacarino, un missionario padovano in partenza per Roma, il manoscritto della quinta e ultima parte della Storia do Mogor. Il racconto di Manucci si conclude nell'anno 1707, anno della morte dell'imperatore Aurangzeb.
Sempre nel 1711 trova un passaggio per tornare in Europa: lo apprendiamo dalla sua ultima lettera a Venezia. Nel porto di Pondichéry si trovavano quattro imbarcazioni pronte per salpare alla volta della Francia. Tuttavia, alcuni "motivi di grave considerazione" gli impediscono di farlo.
In data 18 gennaio 1712 lascia testamento, il maggiore beneficiario è il fratello Andrea. Il motivo che spinge Manucci a fare testamento è probabilmente il suo imminente viaggio a Lahore per conto della Compagnia inglese delle Indie Orientali. Il viaggio però non ebbe luogo, per ragioni sconosciute la Compagnia delle Indie decise di annullare questa ambasceria.
Tra il 1715-1716 sembra che Manucci prenda nuovamente in considerazione l'idea di lasciare l'India, questa volta su di una nave inglese in partenza da Madras. Ormai prossimo alla partenza viene dissuaso da amici e medici dall'intraprendere il viaggio, Manucci è un uomo anziano, sulla soglia degli ottant'anni.
Si perdono nuovamente le sue tracce: è possibile che sia tornato ad abitare nella sua casa a Monte Grande. È sicuramente a Madras nel 1718, intento ad avviare un'azione giudiziaria per il recupero di un credito.
Manucci in data 8 gennaio 1719 redige in portoghese un secondo testamento, con un codicillo annesso, datato l'anno successivo. Ad eccezione della data le pagine sono pressoché illeggibili, ingiallite dal tempo ed estremamente fragili. Entrambi i documenti vengono depositati al Notariat de Pondichery dal monaco cappuccino Thomas de Poitier il 23 agosto 1720. Dato che di norma questo tipo di depositi veniva effettuato nel giorno della morte di colui che aveva lasciato testamento o nei giorni immediatamente successivi, è probabile che sia morto il giorno stesso o nei giorni immediatamente precedenti.
Niccolò Manucci muore presumibilmente sul finire dell'estate del 1720 (il 22 o il 23 agosto), non si sa se a Madras o a Pondichéry, così come il luogo della sua sepoltura resta tuttora sconosciuto.

## Opere
Nel 1698, ritiratosi a Monte Grande, lontano dalla vita di corte, Manucci si dedica alla stesura delle sue memorie, che detta a vari copisti, circa una decina, probabilmente missionari europei in Asia. Ognuno di essi scrive nella lingua che gli è più familiare, per questa ragione la Storia do Mogor è scritta in tre lingue: italiano, francese e portoghese.
La Storia do Mogor è un quadro completo della storia dell'Impero moghul, da Babur (fondatore della dinastia Moghul) a Aurangzeb, della divisione territoriale, dell'organizzazione politica, dei costumi, della religione e via dicendo. Si concentra soprattutto sugli eventi di cui è testimone: gli ultimi sei anni del regno di Shah Giahan (1628-1658) e di tutto il regno di suo figlio Aurangzeb (1659-1707), il quale, salito al trono dopo aver sconfitto i fratelli, portò l'Impero alla sua massima estensione.
Due sono i manoscritti dell'opera: uno è conservato alla Staatsbibliothek di Berlino, l'altro presso la Biblioteca Nazionale Marciana di Venezia. Due sono anche i volumi di illustrazioni che Manucci fa realizzare a corredo della sua opera, il primo, noto come "Libro rosso", contiene principalmente ritratti dei principi della dinastia Moghul ed è conservato presso la Bibliothèque Nationale di Parigi; il secondo, il "Libro nero", contiene miniature che illustrano costumi e riti degli indù, si trova presso la Biblioteca Nazionale Marciana di Venezia.
Il testo integrale è stato tradotto in inglese all'inizio del Novecento da William Irvine con il titolo Storia do Mogor, or Mogul India 1633-1708 by Niccolas Manucci, venetian; Translated with introduction and notes by William Irvine, Londra, Murray, 1907.
Una parte del testo italiano della Storia è pubblicata nel volume Storia del Mogol di Nicolò Manuzzi veneziano, a cura di Piero Falchetta; Milano, F. M. Ricci, 1986.

## Edizioni e traduzioni
- Histoire générale de l'Empire du Mogol depuis sa fondation sur les Mémoires de M. Manouchi Venitien par le R. P. François Catrou, de la Compagnie de Jésus, Parigi 1704 (una terza parte apparve a Parigi nel 1714);
- Storia do Mogor or Moghul India 1653-1708 by Nicolao Manucci, venetian, trad. con introduzione e note di W. Irvine, Londra 1907-09, voll. 4;
- A Pepys of Mogul India 1653-1708 being an abridged edition of the "Storia do Mogor" of Nicolao Manucci, tradotta da W. Irvine, Londra 1913.